# Courtney Frerichs
Courtney Frerichs (* 18. Januar 1993 in Mundelein, Illinois) ist eine US-amerikanische Leichtathletin, die sich auf den Hindernislauf spezialisiert hat. Sie ist Inhaberin des Nordamerikarekords über 3000 m Hindernis und gewann 2021 die Silbermedaille bei den Olympischen Sommerspielen sowie 2017 eine Silbermedaille bei den Weltmeisterschaften in London.

## Sportliche Laufbahn
Courtney Frerichs besuchte von 2011 bis 2015 die University of Missouri–Kansas City und absolvierte dort ein Chemiestudium. Sie sammelte 2012 erste Erfahrungen bei internationalen Meisterschaften, als sie bei den Juniorenweltmeisterschaften in Barcelona mit 10:35,24 min in der Vorrunde über 3000 m Hindernis ausschied. 2014 belegte sie bei den U23-NACAC-Meisterschaften in Kamloops in 10:10,51 min den vierten Platz. Von 2015 bis 2017 absolvierte sie einen Masterstudiengang für Community Health Education an der University of New Mexico und wurde 2016 NCAA-Meisterin im Hindernislauf. Zudem qualifizierte sie sich erstmals für die Teilnahme an den Olympischen Sommerspielen in Rio de Janeiro und gelangte dort auf Anhieb ins Finale und belegte dort in 9:22,87 min den elften Platz. Im Jahr darauf startete sie bei den Weltmeisterschaften in London und gewann dort mit 9:03,77 min im Finale überraschend die Silbermedaille hinter ihrer Landsfrau Emma Coburn. 2018 wurde sie in 9:00,85 min Zweite beim Herculis in Monaco und stellte damit einen Nordamerikarekord auf und löste damit Coburn als Rekordhalterin ab. Anfang September wurde sie beim Continentalcup in Ostrava in 9:15,22 min Zweite hinter der Kenianerin Beatrice Chepkoech.
Bei den Crosslauf-Weltmeisterschaften 2019 in Aarhus lief sie nach 40:59 min auf Rang 75 ein und im September erreichte sie bei den Weltmeisterschaften in Doha erneut das Finale und klassierte sich diesmal mit 9:11,27 min auf dem sechsten Platz. 2021 siegte sie in 9:27,70 min bei den USATF Golden Games und nahm dann im August erneut an den Olympischen Sommerspielen in Tokio teil und sicherte sich dort mit Saisonbestleistung von 9:04,79 min im Finale die Silbermedaille hinter der Uganderin Peruth Chemutai. Anschließend wurde sie beim Prefontaine Classic in Eugene in 8:57,77 min Zweite und blieb damit als sechste Frau unter der Neunminutenmarke. Zum Saisonabschluss wurde sie in 9:08,74 min Dritte bei Weltklasse Zürich. 2022 belegte sie bei den Weltmeisterschaften in Eugene mit 9:10,59 min im Finale den sechsten Platz.

## Persönliche Bestleistungen
- 3000 Meter: 8:47,90 min, 10. Juli 2020 in Portland
  - 3000 Meter (Halle): 8:57,15 min, 14. Februar 2020 in Albuquerque
- 5000 Meter: 14:50,06 min, 30. Juni 2020 in Portland
  - 5000 Meter (Halle): 14:48,75 min, 11. Februar 2022 in Boston
- 2000 m Hindernis: 6:48,82 min, 16. März 2013 in Tulsa
- 3000 m Hindernis: 8:57,77 min, 21. August 2021 in Eugene (Nordamerikarekord)